# Sequestro di Farouk Kassam
Il sequestro di Farouk Kassam fu commesso in Sardegna nel 1992. Vittima del sequestro di persona fu un bambino di 7 anni, Farouk Kassam, nato il 9 maggio 1984 a Vancouver, in Canada. L'ostaggio, di nazionalità belga e canadese, era figlio di Fateh Kassam, belga di origine indiana, gestore di un grande albergo in Sardegna, nella località turistica di Porto Cervo. Suo nonno era il visir Adjabali Kassam, molto vicino a Karim Aga Khan.

## Storia
Il sequestro fu effettuato il 15 gennaio 1992 nella villa dei genitori del bambino a Porto Cervo. Fu organizzato e portato a termine da uno dei più noti esponenti del banditismo sardo, Matteo Boe, che ottenne uno dei riscatti più alti mai avuti per un sequestro di persona in Sardegna,  5 miliardi e 300 milioni di Lire. Tale cifra non fu mai dichiarata in sede processuale ma la sua esistenza fu chiarita dal mediatore, il bandito Graziano Mesina, uscito appositamente dal carcere per la trattativa, e l'entità della somma fu riferita dal fotoreporter Antonello Zappadu. All'inizio si sparse l'informazione secondo cui i Kassam fossero imparentati al principe ismaelita Karim Aga Khan, l'uomo più ricco e potente della Costa Smeralda; una notizia rivelatasi poi falsa; vero era che la famiglia aveva la stessa provenienza in quanto il nonno del bambino aveva lavorato quale diplomatico per l'Imam e che il terreno su cui si ergeva l'albergo dei Kassam era di sua proprietà.
Durante la prigionia, durata quasi 6 mesi, il padre, che a causa della legge anti-sequestri approvata alcuni mesi prima dal Parlamento Italiano non aveva più la disponibilità dei suoi beni, infastidito con le forze dell'ordine che assediavano la sua casa, prima sfidò i sequestratori e poi si mise in solitaria alla ricerca del figlio. La madre, dopo tre mesi dalla sparizione, il giorno di Pasqua si recò direttamente a Orgosolo, nucleo pulsante del banditismo sardo dell'epoca, ed entrata in chiesa fece appello per la liberazione del bambino al paese e alle altre madri. I rapitori presero il primo contatto attraverso il quotidiano La Nuova Sardegna, prima con i sindaci di due paesi, quindi con due sacerdoti. In questo modo comunicarono con sicurezza con la famiglia, ma la situazione restava comunque in stallo. Il servizio segreto italiano si occupò del caso: fu rilasciato il bandito Graziano Mesina con la scusa di un permesso per motivi familiari e furono intraprese nuove trattative che portarono alla quantificazione della somma che, però, il padre del rapito disse inizialmente di non voler più pagare.
Farouk, come si scoprirà dopo, fu tenuto nascosto per diverso tempo in una grotta sul Montalbo, vicino a Lula, il paese di quelli che si riveleranno più avanti essere i sequestratori. Quale terza prova della sua esistenza in vita, subì la mutilazione della parte superiore dell'orecchio sinistro. Il bambino fu liberato l'11 luglio, in circostanze mai completamente chiarite. Il fatto che la liberazione si dovesse all'intervento di Mesina fu smentita dalle forze di polizia, ma egli aveva avvertito anticipatamente il giornalista Pino Scaccia del TG1 (conosciuto attraverso Mario e Antonello Zappadu), che diede la notizia, da cui ne conseguì un tira e molla tra media e istituzioni che non poté che far salire la tensione.

## Il processo
Il processo si concluse con la condanna a 30 anni di detenzione per Matteo Boe (poi scarcerato il 25 giugno 2017) e a 27 e 29 anni di carcere per due suoi compaesani, Ciriaco Baldassarre Marras e Mario Asproni. Rimane il mistero su chi fossero due dei quattro banditi che irruppero nella casa della famiglia Kassam e chi fossero i due custodi descritti dal bimbo come una vecchia e un uomo basso e tarchiato. Si pensa che quest'ultimo possa trattarsi di Attilio Cubeddu.